# アジアハイウェイ12号線
アジアハイウェイ12号線（アジアハイウェイ12ごうせん）は、アジアハイウェイ網の路線の一つ。アジアハイウェイ東南アジア小地域（サブリージョン）の路線の一つ。ラオス、タイ王国の二か国を経由する。総延長は1,243kmである。
アジアハイウェイ3号線通過地のラオス北部ナトゥーイを起点とする。ラオスの区間は北部を南北に縦貫し、途中ウドムサイでアジアハイウェイ13号線と交差し、首都ヴィエンチャンに至る。次いでヴィエンチャン郊外のメコン川に架かるタイ・ラオス友好橋（橋の両岸はターナレーン=ノンカイ国境検問所）を渡るとタイ王国となる。
タイ王国の区間はタイ東北部を南北に縦貫し、首都バンコク北東の郊外にありアジアハイウェイ1号線通過地のファイカミンを終点とする。区間の途中、ウドーンターニーでアジアハイウェイ15号線と接続し、コーンケンでアジアハイウェイ16号線と交差し、ナコーンラーチャシーマーでアジアハイウェイ19号線と接続する。
ヴィエンチャンからナコーンラーチャシーマーまでの区間は、将来大メコン圏南北経済回廊のルートの一部となるよう関係国間で調整中である。

## ルート

### ラオス
区間延長684km
- 国道13号線（英語版） : ナトゥーイ（英語版）（アジアハイウェイ3号線と接続） - ウドムサイ（アジアハイウェイ13号線と接続） - パクモン（英語版） - ルアンパバーン - ヴィエンチャン（アジアハイウェイ11号線と接続）
- 450周年記念道路(ヴィエンチャン外殻環状道路) : 中国ラオス高速ヴィエンチャン出入口 - ターナレーン国境検問所 - （タイ王国）

### タイ王国
区間延長558.7km
- 国道2号線（英語版） : ノンカイ国境検問所 - ノーンカーイ - ウドーンターニー
- 国道216号線（タイ語版）(ウドーンターニー外殻環状道路) : （アジアハイウェイ15号線と合流・分岐）
- 国道2号線 : ウドーンターニー - コーンケン
- 国道230号線（タイ語版）(コーンケン外殻環状道路) : （アジアハイウェイ16号線と合流・分岐）
- 国道2号線 : コーンケン - ナコーンラーチャシーマー
- 国道204号線（タイ語版）(ナコーンラーチャシーマー外殻環状道路) : （アジアハイウェイ19号線と合流・分岐）
- 国道2号線 : ナコーンラーチャシーマー - サラブリー
- 国道1号線 : サラブリー - ファイカミン（英語版）（AH1と接続）

## 参考資料
- Asian Highway （英語） - 国際連合アジア太平洋経済社会委員会による解説
- Asian Highway Route Map (PDF)  （英語） - 国際連合アジア太平洋経済社会委員会によるルート図
- Asian Highway Database （英語） - 国際連合アジア太平洋経済社会委員会によるアジアハイウェイに関するデータベース
- Asian Highway Handbook (PDF)  （英語） - 国際連合アジア太平洋経済社会委員会作成ハンドブック
- Review of Configuration of the Greater Mekong Subregion Economic Corridors (PDF)  （英語） - アジア開発銀行による大メコン圏経済回廊プログラムの経緯・現況・将来に関する解説と提言
- アジアハイウェイ・プロジェクトの概要 - 国土交通省総合政策局
- アジアハイウェイとは - 国土交通省総合政策局